# 原敕晁
原 敕晁（はら ただあき、1936年〈昭和11年〉8月10日 - ）は、北朝鮮による拉致被害者である日本人、日本国政府認定の拉致被害者（辛光洙事件の被害者）。北朝鮮の工作員辛光洙（シン・グァンス）らによって拉致された。実行犯工作員が当人になりすますために拉致する、いわゆる「背乗り拉致」の被害者である。

## 生い立ち・家族
1936年8月10日に長崎県長崎市で原道壽（みちひさ）とカメノの三男として生まれる。北朝鮮が提供した資料では「1936年8月2日、宮崎市生まれ」とあるが誤りである。
本籍は島根県松江市で、原家は1927年に長崎県大村市に移転し、歩兵第46連隊（大村航空隊）相手の物品販売所を営んでいたが、1935年頃、長崎市内に移転した。長兄耕一との間に次兄があったが早世した。原耕一によれば、敕晁はおとなしく、年齢が離れていることもあってほとんど兄弟げんかもなかったという。長崎市立長崎商業高等学校に通っていたが、17歳のとき調理師になるため高校を中退し、関西に向かった。耕一はこのとき、妻の妹が大阪で料理店を営み、弟が料理人をしているから、そこを頼るようにと助言した。敕晁は兄の言葉通り、大阪でコックの仕事をしていたが、ほとんど家族には連絡を入れていなかった。1977年頃、一度だけ帰郷し、兄に大阪で料理屋をやりたいと相談した。これに対し耕一は、店を見て、そこが商売に適しているようだったら援助をするので頑張れと答えた。結局これが、兄弟が会った最後になってしまった。

## 拉致
原敕晁は、拉致された1980年（昭和55年）当時、43歳で在日朝鮮人が経営する大阪市生野区鶴橋の中華料理店「宝海楼」でコックとして働いていた。北朝鮮の工作員辛光洙は、1973年（昭和48年）に日本に密入国して以来、何度も北朝鮮との間を往復し、在日朝鮮人を工作員として組織する一方、韓国についての情報を集めるなどの職務に就いていた。金正日朝鮮労働党書記は、辛光洙に対し「日本人を拉致して北に連行し、日本人として完全に変身した後、対韓国工作活動を続けよ」との指示を下した。これを受けた辛は1980年4月、かねてより工作員として抱き込んでいた李三俊（星山俊夫）在日朝鮮人大阪府商工会理事長らに対し、以下のように指示した。それは、
1. 未婚者で親類縁者がないこと
2. 日本の旅券を一度も発給されたことがなく、前科もなく、顔写真や指紋が当局にとられていないこと
3. 借金や銀行預金がないこと
4. 長期間行方不明になっても騒がれる心配がないこと

などの条件にあう45歳から50歳くらいの日本人男性を探せというものだった。星山俊夫こと李三俊は、自身が経営する鶴橋・千日前通の「宝海楼」の従業員原敕晁に目をつけた。原は独身で身寄りがないと思われていたからであった。
李三俊は原に「いつまでもこの仕事ではきついだろう。知り合いに事務職を募集している会社があるから、そちらに行ってみてはどうか」と持ちかけ、自身もかかわる貿易会社の社員になることを勧めた。原がその話に乗り、大阪・新御堂筋の高級料亭の2階の座敷で「採用面接試験」がおこなわれた。面接には、朝鮮総連大阪商工部の幹部が「貿易会社社長」として現れ、カバンから100万円の現金を取り出して辛に手渡し、「自分は時間がないので、君たちだけでこの金で旅行でもして、数日後に海岸の私の別荘でまた会おう」と言ってその場を立った。面接は、李三俊、李三俊から紹介された辛光洙と金吉旭の3名によっておこなわれた。辛光洙は「貿易会社専務」、金吉旭は「貿易会社常務」の役を演じた。面接試験もかたちばかりのもので、実際には簡単な会話のやり取りの結果「採用」が決まり、すぐに酒宴となった。その夜したたかに酔わされた原は、辛らとともに夜行列車で宮崎市に向かった。宮崎の青島海岸には社長の別荘があるので、そこへ行こうという話になったのである。途中、拉致誘拐の類であることを疑われないよう、万全を期して大分県別府市で一泊した。
「常務」を演じた金吉旭は、朝鮮学校元校長であった。辛光洙が1985年に逮捕されたのち、済州島に移り住んでいた金吉旭を取材したのは朝日放送テレビの石高健次である。金吉旭は石高の取材に対し、自分が拉致実行犯であることを認めたが、その際、地面にうずくまって号泣し、慙愧に耐えない様子であったという。ジン・ネット（番組制作会社）の北朝鮮問題取材班もまた3度にわたって金吉旭に取材を申し込んだが、いずれも拒否された。しかし、取材を振り切って自宅内に逃げ込もうとする金吉旭に「宮崎で原さんを拉致しただろう」とジン・ネット取材班のメンバーが詰め寄ると、彼は苦し紛れに「おれは別府までしか行ってない」と答えたという。
1980年6月、宮崎市に着いた辛光洙は原敕晁に、寝るには早いので海岸を散歩しようと誘い、青島海岸まで連れていった。すると、そこで待機していた北朝鮮工作員4人が現れた。危険を察知した原は逃げようとしたが、辛と工作員は原敕晁に襲いかかり、原の両手を縛りあげて猿ぐつわで口をふさぎ、布袋で覆ってからゴムボートに乗せて工作船に運び、辛光洙がそれに同行して、4日後の朝、北朝鮮の南浦港に着いた。

## 背乗り
原敕晁とともに北朝鮮に渡った辛光洙は、原より家族構成や経歴、過去の生活などの詳細を聞き出し、5か月後、日本に再び密入国して完全に「日本人・原敕晁」になりすました（「背乗り」）。そして、原の住民票を大阪市から東京都へ移動、「原敕晁」の名義で自動車運転免許証やパスポート、国民健康保険証などを取得した。辛光洙は、日本人パスポートを用いて1982年（昭和57年）3月から1985年（昭和60年）2月の間に、ヨーロッパやアジアの各国で合計7回出入国を繰り返し、対韓国工作のための拠点作りや情報収集等を継続した。1982年3月には金正日の指令を見事にやりこなしたとして、北朝鮮では国内最高の「国旗勲章第1級」を授与されている。

## 辛光洙逮捕、拉致の発覚
1985年はじめ、工作員辛光洙は「日本人・原敕晁」としてみずから韓国の首都ソウルに潜入、工作活動を開始した。しかし、入国間もない1985年2月、関係者の通報によって韓国当局（国家安全企画部）に逮捕された。韓国国内に潜入していた工作グループがすでに当局にマークされており、それが逮捕につながったのである。これにより、原敕晁拉致事件は、日本の警察ではなく、韓国の警察によっておこなわれることとなった。韓国当局の取り調べによって拉致が発覚、辛光洙は原敕晁の拉致を認めた。辛光洙逮捕のニュースを、原敕晁の兄耕一はテレビで知った。
辛光洙逮捕、原敕晁拉致のニュースにより、兄耕一のもとにはマスメディアが多数押しかけ、耕一の周囲は騒然として日常生活もままならない状態となった。どうすればよいのかわからなかった耕一は当時の外務大臣に手紙を書いたが、返事はなかった。「北朝鮮は紳士的な国だ」、そのように公言する日本社会党の大物女性国会議員、土井たか子もいた。
1988年3月に日本の国会は「辛光洙事件（原敕晁拉致事件）」を取り上げる。産経新聞社会部記者の阿部雅美や国会議員秘書兵本達吉は、それぞれ自らの調査や取材を通じて1978年の「アベック失踪事件」や「富山県アベック拉致未遂事件」が北朝鮮によるものではないかとの見方を強めていた。国会では、兵本が秘書を務める日本共産党の橋本敦参議院議員が参議院予算委員会で質問に立ち、梶山静六国家公安委員長は新潟県・福井県・鹿児島県のアベック3組の失踪事件について「北朝鮮による拉致の疑いが十分濃厚」と答弁した。この「梶山答弁」で日本国政府は失踪事件に北朝鮮が関与していることを初めて認めたが、当時マスメディアの多くはこれを黙殺した。「なぜ、辛光洙が韓国で服役中に、日本は逮捕状を取れなかったのでしょうか。残念な気持ちでいっぱいです」と原耕一は語った。
1989年（平成元年）に韓国民主化運動で逮捕された在日韓国人政治犯の釈放を嘆願する趣旨の要望書が、国会議員有志133名の署名とともに韓国政府に提出された。署名者は日本社会党・公明党・社会民主連合に属する議員のほかに土井たか子や菅直人がいた。このとき釈放要望対象となった政治犯29名の中に辛光洙やその拉致共犯者など北朝鮮工作員の名が複数含まれていた。
辛光洙は原敕晁の拉致についても詳細に審理され、当初、韓国の司法で死刑判決を受けたが、無期懲役に減刑された。1998年より2003年まで政権を担当した金大中大統領は、南北赤十字会談の合意にもとづいて懲役15年に減刑し、1999年（平成11年）12月31日に恩赦により釈放が決まった（ミレニアム恩赦）。15年の刑を終えた辛は「非転向長期囚」として2000年（平成12年）9月2日に北朝鮮へ送還された。原耕一は次のように語っている。

## 家族会
1997年（平成9年）1月21日に、失踪事件を調べていた国会議員秘書兵本達吉から、20年前に新潟市で失踪した中学生の横田めぐみが北朝鮮で生存する、と父親の横田滋へ情報が届く。2月に、横田めぐみが北朝鮮に拉致された疑いがある、と阿部雅美のスクープを産経新聞が報道すると、国会でも取り上げられ、マスコミの一斉報道が始まった。1997年3月25日に横田滋は「北朝鮮による拉致被害者家族連絡会」（通称、「家族会」）を結成、みずからその代表となった。横田滋は「家族会」結成にあたり原耕一へ入会案内の手紙を送った。耕一はすぐに入会したが、体調がすぐれず結成式には出席できず、医師の指導もあり「家族会」の活動はほとんど参加できない。
「家族会」は、2000年1月、辛光洙の日本での取り調べを警察庁に要請し、その後いく度も警察庁や外務省に請願したが、実現しなかった。

## 安否情報
2002年（平成14年）9月17日に、小泉純一郎内閣総理大臣が訪朝して実現した日朝首脳会談で、かねてから拉致は「事実無根」としてきた金正日総書記が北朝鮮国内の一部工作員による活動に拉致行為のあったことを認めて口頭で謝罪し、拉致被害者の安否情報を日本側に提供した。福井県の地村保志・富貴恵夫妻、新潟県の蓮池薫・祐木子夫妻、それぞれについて拉致の事実と生存を認め、10月に本人らの帰国が実現した。のちの調べで、地村夫妻の拉致は辛光洙が主犯であったことも判明したが、金正日は「責任ある人は処罰された」と説明した。
北朝鮮は原敕晁について、本人の金儲けと歯科治療の意向を受けて1980年6月17日に宮崎市青島海岸から原を北朝鮮に連れてきた、と説明した。この説明は辛光洙が韓国で供述した内容と乖離する。北朝鮮は、アベック3組拉致の直前（1978年6月）に拉致した田口八重子と1984年（昭和59年）に結婚したが、原は1986年（昭和61年）7月19日に肝硬変で死亡（田口八重子は同年7月30日に交通事故で死亡）したと説明した。事実であれば原敕晁48歳、田口八重子29歳で結婚となるが、ほかのアベックと異なり、この2人は拉致以前にまったく接点がなく、田口八重子の兄飯塚繁雄も「八重子が、年齢差が20歳近くもある相手を選ぶとは考えにくい」とする。日本政府が安否を求めた13人のなかから北朝鮮側が恣意的に結び付けただけではないか、とする見方が多い。遺体について、2人は一緒の墓に埋葬したが、1995年7月の洪水で流失したと北朝鮮は説明している。原敕晁の「死亡情報」は北朝鮮から一方的に伝えられ、安否は依然不明である。
日本の警視庁公安部は「宝海楼」の家宅捜索を実施後、2006年（平成18年）に工作員の辛光洙と共犯者の金吉旭を国際手配、その後の調べで、辛らに資金を提供するなどして拉致を指示した対外情報調査部副部長の姜海龍を2011年に国際手配し、北朝鮮に対し所在の確認と身柄の引き渡しを要求している。2016年7月23日の朝鮮中央テレビ映像に辛光洙とみられる人物の姿が確認されている。ジン・ネットの取材によれば、日本に残った李三俊らは事情聴取された形跡がなく、事件前同様「宝海楼」を営業して普通に生活した。韓国で服役した金吉旭は2020年前後に死亡したことが韓国政府から日本政府に伝えられた、と2023年10月24日に読売新聞が報じた。